# The Ox-Bow Incident
The Ox-Bow Incident (en Argentina llevó por título Conciencias muertas, y en otros países El incidente Ox-Bow) es una película estadounidense de 1943 del género wéstern, dirigida por William A. Wellman y protagonizada por Henry Fonda, Dana Andrews, Mary Beth Hughes, Anthony Quinn, William Eythe, Harry Morgan y Jane Darwell. Fue nominada para el Óscar a la Mejor película.
En 1998, The Ox-Bow Incident fue seleccionada para ser preservada en el National Film Registry de Estados Unidos por la Biblioteca del Congreso por ser «cultural, histórica o estéticamente significativa». La película es una adaptación de la novela homónima escrita por Walter Van Tilburg Clark en 1940.

## Argumento
En Bridger's Wells, Nevada, en 1885, Art Croft (Harry Morgan) y Gil Carter (Henry Fonda) llegan a la ciudad y entran en el saloon de Darby. El ambiente es moderado debido a los recientes incidentes de robo de ganado. Art y Gil son sospechosos de ser cuatreros porque rara vez se les ha visto en la ciudad.
Un hombre entra en el saloon y anuncia que un ranchero llamado Larry Kinkaid ha sido asesinado. Los habitantes de la ciudad forman inmediatamente un grupo, para perseguir a los asesinos, quienes creen que son ladrones de ganado. El juez local le dice a la pandilla que debe traer a los sospechosos de nuevo para el juicio, y que su formación autorizada por el asistente del sheriff (dado que el sheriff está fuera de la ciudad) es ilegal. Art y Gil se unen a la pandilla para evitar levantar aún más sospechas. Davies (Harry Davenport), que inicialmente se opuso a la formación de la pandilla, también se une, junto con el "Mayor" retirado Tetley (Frank Conroy) y su tímido hijo Gerald (William Eythe). Un vecino llamado Poncho (Chris-Pin Martin) informa a la pandilla que tres hombres y ganado con la marca de Kinkaid acaban de entrar en el paso de Bridger.
La patrulla se encuentra con una diligencia. Cuando tratan de detenerla, el guardia de la diligencia asume que es un atraco, y dispara, hiriendo a Art. En la diligencia viajan Rose Mapen (Mary Beth Hughes), exnovia de Gil, y su nuevo marido, Swanson (George Meeker).
Más tarde esa noche, en Ox-Bow Canyon, la pandilla encuentra a tres hombres durmiendo, con lo que se presume que el ganado robado está cerca. La pandilla los interroga: se trata de un hombre joven y bien hablado, Donald Martin (Dana Andrews); un mexicano, Juan Martínez (Anthony Quinn); y un anciano, claramente discapacitado mental, Alva Hardwicke (Francis Ford, hermano del director de cine John Ford). Martin afirma que compró el ganado de Kinkaid pero no recibió ninguna factura de venta. Nadie cree en Martin, y la patrulla decide colgar a los tres hombres al amanecer.
Martin escribe una carta a su esposa y le pide a Davies, el único miembro de la cuadrilla en que él confía, que la entregue. Davies lee la carta y, con la esperanza de salvar la vida de Martin, la muestra a los demás. Davies cree que Martin es inocente y no merece morir.
El mexicano "Juan" es reconocido como un jugador llamado Francisco Morez. Intenta escapar y es herido de bala. La pandilla descubre que Morez tiene el arma de Kinkaid, pero él afirma que la halló tirada en el campo.
El mayor Tetley quiere que los hombres sean linchados inmediatamente. Se hace una votación sobre si los hombres deben ser ahorcados o llevados de vuelta para un juicio. Sólo siete, entre ellos Davies, Gerald Tetley, Gil y Art, votan para llevar a los hombres de regreso a la ciudad vivos, y el resto apoya colgarlos inmediatamente. Gil trata de detenerlos, pero es apabullado por los otros.
Después del linchamiento, la pandilla se dirige hacia Bridger's Wells y se encuentra con el sheriff Risley, ya de vuelta, quien les dice que Lawrence Kinkaid no está muerto y que los hombres que le dispararon han sido arrestados. Risley, lívido por lo que los hombres acaban de hacer, le quita la placa a su asistente.
Los hombres de la patrulla se reúnen en el saloon de Darby y beben en silencio. El mayor Tetley vuelve a su casa y se suicida después de que su hijo lo condene por ser un sádico. En el saloon, Gil lee la carta de Martin mientras los miembros de la pandilla escuchan. En la escena final Gil y Art se dirigen fuera de la ciudad para entregar la carta y 500 dólares recaudados por los de la patrulla para la esposa y los hijos de Martin.

## Producción
Al director William A. Wellman le gustó la novela y quiso adaptarla para una película e interesó a Darryl F. Zanuck en producirla. Zanuck estuvo de acuerdo en producir la historia, con la condición de que Wellman también dirigiera otras dos películas para el estudio, Thunder Birds (1942) y Buffalo Bill (1944).
El papel de Gil Carter, interpretado por Henry Fonda, fue ofrecido originalmente a Gary Cooper, quien lo rechazó. Fonda estaba generalmente descontento con la calidad de las películas en las que actuó mientras estaba bajo contrato con la 20th Century Fox. Esta fue una de las dos películas de ese período en las que se entusiasmó por actuar (la otra fue The Grapes of Wrath, de 1940). Fonda consideraba esta película como una de sus favoritas.
El rodaje se realizó desde finales de junio hasta principios de agosto de 1942, en su mayoría en estudio y escenarios de sonido. Una cantidad limitada de tiroteos de ubicación se realizó en un rancho en Chatsworth y en Lone Pine, ambos en California. Secuencias adicionales y reanudaciones se realizaron entre mediados y finales de agosto. La producción de la película se cerraría durante una semana o diez días "debido al límite de 5.000 dólares por película sobre los nuevos materiales de construcción" (impuesto por la Junta de Producción de Guerra). La publicidad del estudio notó que el escenario del valle del Ox-Bow era "el sistema más grande nunca construido" por Fox, cubriendo 26,703 pies cuadrados.
El conjunto de la calle occidental visto en esta película fue utilizado posteriormente en otro western, The Gunfighter (1950), que protagonizó Gregory Peck.
Después de completar la filmación, Fonda se alistó inmediatamente en la Armada de los Estados Unidos, en la que sirvió hasta 1946.
Después de que la película se terminó, se mantuvo en el estante durante meses porque los ejecutivos de la Fox no estaban seguros de cómo comercializar una película con un tema tan serio.

## Recepción
La película recibió en su mayoría críticas positivas. Bosley Crowther, del The New York Times, escribió que «no es un cuadro que alegrará su día, pero es uno que, por puro drama, es difícil de superar». Variety lo llamó un «poderoso altavoz contra el linchamiento tumultuario ... el director William Wellman ha guiado hábilmente a los personajes y conducido a Fonda hasta la clasificación de estrella ...». David Lardner, de The New Yorker, lo llamó un «trabajo bastante bueno». Harrison's Reports publicó una crítica negativa, calificándola de «melodrama deprimente, desagradable, a veces horrible ... quien sea responsable de seleccionar ese material sórdido para la pantalla debería recibir un premio "bobo"».
Más adelante, Toshio Fujiwara, de La Furia Umana, dijo que es «uno de los wésterns más importantes de la historia del cine americano». Clint Eastwood declaró que esta es su película favorita. Sin embargo, Darryl F. Zanuck, jefe de Twentieth Century-Fox en el periodo 1935-1956, recordó la película como «un fracaso. A pesar de su importancia y de su valor dramático, nuestros registros mostraron que no había podido pagar su presupuesto. De hecho, su poder de atracción era menor que el de una comedia de Laurel y Hardy que hicimos al mismo tiempo».
Recaudó 750.000 dólares en los Estados Unidos.

## Premios y honores
La película fue nominada para el premio Óscar a la Mejor película, pero perdió ante Casablanca. Fue la última película nominada a Mejor película y a ninguna otra categoría más en la historia de los Óscar.